# نیوپیت (ویسکانسین)
نیوپیت (به انگلیسی: Neopit) یک منطقهٔ مسکونی در ایالات متحده آمریکا است که در شهرستان منومینه، ویسکانسین واقع شده‌است. نیوپیت ۶۹۰ نفر جمعیت دارد و ۳۲۱ متر بالاتر از سطح دریا واقع شده‌است.